# Латвия
Ла̀твия (на латвийски: Latvija, на ливонски: Leţmō, остар. Лето̀ния), официално Репу̀блика Ла̀твия (на латвийски: Latvijas Republika, на ливонски: Leţmō Vabāmō), е държава в Североизточна Европа. Тя граничи с Балтийско море и е една от трите балтийски държави, заедно с Естония (343 km) и Литва (588 km), с които граничи на север и на юг съответно. Съседите ѝ на изток са Русия (276 km) и Беларус (141 km). Площта ѝ е 65 558 km², от които 64 590 km² суша и 968 km² водна площ.
Латвия е демократична парламентарна република, разделена на 26 района.
На 20 септември 2003 г. на всенароден референдум латвийците гласуват за присъединяването на Латвия към Европейския съюз и на 1 май 2004 г. страната става член. На 29 март 2004 г. Латвия се присъединява към НАТО, заедно с още 6 източноевропейски държави. Латвия е сред основателките на Инициатива „Три морета“ през 2016 г.
До средата на двадесети век названието на страната на български е Летония (от френски: Lettonie). Смяната е част от по-широк процес на заместване на имената на много други държави с руски.

## География
Латвия заема най-западните части на Източноевропейската равнина и в топографско отношение не се различава много от съседните ѝ държави. Около 75% от площта ѝ е заета от равнини, останалите 25% са ниски хълмове и възвишения. Над една четвърт от територията на Латвия е годна за земеделие. В източните части на страната морени и образувания от ледниковия период предопределят пейзажа. Най-високата точка, връх Гайзинкалнс, има височина от 312 метра над морското равнище.
Обширни части от Латвия са покрити с гори. Има повече от 12 000 малки реки и над 3000 езера.
Плиткият Рижки залив се намира в северозападната част на страната. Столицата Рига е разположена на бреговете му, където река Даугава се влива в него. Други големи градове са Даугавпилс, нагоре по течението, и Лиепая – на балтийския бряг.
Латвийският климат е морски и умерен, с хладни лета и влажни умерени зими.
| температура | яну  | фев  | мар  | апр  | май  | юни  | юли  | авг  | сеп  | окт  | ное | дек  |
| ----------- | ---- | ---- | ---- | ---- | ---- | ---- | ---- | ---- | ---- | ---- | --- | ---- |
| минимална   | −4°C | −5°C | −3°C | 2°C  | 7°C  | 11°C | 14°C | 13°C | 9°C  | 5°C  | 0°C | −3°C |
| максимална  | −1°C | −1°C | 4°C  | 10°C | 17°C | 20°C | 22°C | 22°C | 16°C | 10°C | 4°C | 0°C  |

## История
Известни през повечето време като Ливония, земите, които днес представляват Латвия, през 13 век попадат под влиянието на немския рицарски орден „Братя на меча“. Немските рицари донасят на местните ливонци усъвършенствани военни технологии, включително нови типове укрепления. През следващите 600 години различни части от територията на Латвия попадат под владение на различни чужди сили, включително Дания, Прусия, Жечпосполита, Швеция и Русия. Въпреки тези радикални промени, наследниците на немските рицари запазват своята автономия и оформят ядрото на латвийския елит, обществен ред и култура.
Вторият значителен фактор при оформянето на латвийската нация е Руската империя. През 1710 г. Петър Велики започва кампания по завладяването на Прибалтика, която приключва през 1795 г. През следващите 200 години в Латвия се развива единствена по рода си социално-административна система: начело на стопанския, културен, обществен и местен политически живот е немската аристокрация, докато висшата политика и администрация се управляват от руската бюрокрация. Една част от латвийците възприемат немските традиции, докато друга част се ориентират към руския модел. Голяма част от тогавашната латвийска интелигенция е вдъхновена от светилата на академиите и институтите в Санкт Петербург. През втората половина на 19 век процъфтява латвийският национализъм, насочен към отхвърлянето на опитите за германизация и русификация. Развиват се изцяло латвийски елит и култура. Към края на века културният подем е последван и от икономически, най-вече заради благоприятното положение на Латвия в Руската империя. Към 1913 г. Рига вече е третото най-голямо пристанище в Русия, а стокообменът надхвърля този на пристанището в Санкт Петербург.
След като Русия е опустошена от революцията и Първата световна война, Латвия обявява независимостта си на 18 ноември 1918 г. Още в предвоенните години в Латвия набира сила болшевизмът. Болшевиките управляват от края на 1918 до май 1919 г. Страната утвърждава независимостта си едва през 1920 г., когато спират сблъсъците между левите и десните сили и Съветска Русия признава суверенитета на Латвия. Една година по-късно тя става членка на Обществото на народите. Последвалият период се характеризира както с политическа нестабилност, така и с икономическо развитие – инфлацията и външният дълг са ниски, износът е висок, субсидиите за селско стопанство са големи. Държавата е директен участник в много икономически отрасли. В същото време политическата система наподобява тази на Ваймарската република и не носи стабилност на страната. През 1934 г. Латвия става авторитарна държава под ръководството на центристкия политик Карлис Улманис. Той забранява опозиционните партии и налага цензура, но не провежда репресии – под управлението му за кратко са затворени само няколкостотин десни и леви активисти.
Съветският съюз анексира страната под името Латвийска ССР на 17 юни 1940 г., като косвена последица от сключения през август 1939 г. Пакт Рибентроп-Молотов. В Латвия са разположени 30 000 съветски войници, същата съдба спохожда и останалите балтийски републики. Избухването на войната между СССР и Нацистка Германия довежда до репресии в новите съветски републики. Над 35 000 латвийци са депортирани в Сибир, много от тях умират там. С изключение на също толкова репресивната нацистка окупация от 1941 г. до 1944 г. през Втората световна война, Латвия остава съветска република, като Латвийска съветска социалистическа република. След смъртта на Йосиф Сталин през 1953 г. латвийските комунисти начело с председателя на Министерския съвет Едуардс Берклавс се опитват да прокарат по-националистическа политика. Тези опити не се харесват на централната власт в Москва и през 1959 г. в републиката е проведена чистка, а последвалите съветизация и русификация са много по-интензивни, отколкото в съседните балтийски републики.
Реформите на съветския лидер Горбачов стимулират латвийското движение за независимост. Първите открити демонстрации срещу съветската власт се случват през 1987 година. Общото очакване сред населението е, че властите ще отвърнат с крути мерки, но това не се случва и все повече хора се присъединяват към различни неправителствени групи като Клуб за опазване на околната среда и Латвийски народен фронт (Latvijas Tautas Fronte). Катализатор за тези демонстрации са честванията от обявяването на независимостта (18 ноември 1918), депортациите на латвийци (13 юни 1941) и пакта Молотов-Рибентроп (23 август 1939). В балтийските страни тези събития остават запомнени като Пееща революция, чиято кулминация е Балтийският път. На 21 август 1991 г. Латвия отново става независима държава. Оттогава тя върви по път на засилване на връзките си със Запада и става член на НАТО и на Европейския съюз през 2004 г.

## Държавно устройство
Законодателният орган е стоместен Сейм (еднокамерен парламент), който се преизбира пряко от народа на всеки четири години. Президентските избори се провеждат отделно, също на четири години. Президентът се избира от Сейма. Той назначава министър-председател, който заедно с кабинета си образува изпълнителната власт.

## Административно деление
Латвия е разделена на 26 района. 7 града имат отделен статут.

## Икономика
Латвия има отворена пазарна икономика, в която близо 1/3 от брутния вътрешен продукт (БВП) се генерира от износ. От 1999 г. насам страната е член на Световната търговска организация, а от 2004 г. членува в Европейския съюз. След 2000 г. Латвия има силен икономически растеж, който през 2006 и 2007 г. надвишава 10% годишно. Икономиката е почти изцяло в частни ръце, с изключение на няколко големи компании. Общият БВП (ППС) за 2012 г. възлиза на 37,88 милиарда щатски долара. БВП (ППС) на глава от населението е 18 600 щ.д., който е четвъртият най-нисък в Европейския съюз след България, Румъния и Хърватия и се равнява на 62% от средната за Съюза стойност.
Латвия понася много тежък удар по време на Световната финансова криза. Националният брутен вътрешен продукт се срива с 10,5% само в последната четвърт на 2008 г., а на следващата година – с повече от 18%. Безработицата скача от 6 на 21%. През 2009 г. правителството иска спасителен пакет от Международния валутен фонд, Световната банка и Европейския съюз в размер на 7,5 милиарда евро. Икономиката обаче успява бързо да излезе от кризата, отбелязвайки растеж на БВП от 5,5% през 2011 г. и 6,8% само през първата четвърт на 2012 г., което е най-високият ръст в ЕС. Безработицата също пада от 21 на 16%.
Външнотърговското салдо за 2012 г. е отрицателно. Страната внася продукти на стойност 16,1 милиарда щатски долара, докато износът възлиза на 12,49 милиарда щатски долара. Промишлеността е съсредоточена в няколко основни направления: обработена дървесина, храни, текстил, обработени метали, жп-вагони, медикаменти, синтетични влакна и електроника. Като съветска република Латвия претърпява най-силната индустриализация от трите балтийски страни. В нея се произвеждат всички дизелови и електрически локомотиви в СССР, половината от телефонните апарати и над 20% от всички телефонни станции, хладилници и автобуси в Съюза. Всички тези производства налагат внос на суровини и специализирани кадри от други части на Съветския съюз. През 1950-те години при управлението на Едуардс Берклавс се правят опити да се ограничи индустриализацията и да се въведе самоотчетност за финансите на републиката, но чистката от 1959 г. слага край на тези опити.

## Население
Малко под 60% от населението са етнически латвийци. Около 27,4% са руснаци, за чието благосъстояние Русия продължава да бъде загрижена, имайки предвид ограничаването на правата им. В по-големите градове, като Рига и Даугавпилс, руснаците превъзхождат по брой латвийците. Значителни малцинства от други страни, като Беларус, Украйна и Полша, също живеят в Латвия.
Латвийският, един от балтийските езици, е официалният за страната, но руският също е широко разпространен. Населението е предимно християнско, разделено между лутеранска, католическа и руска православна църква. Друга религия е „диевтури“, чиито исторически корени се основават на митологията от предхристиянската епоха.

## Култура
Латвия има богато културно и историческо наследство. Благодарение на мултикултурната смес между латвийски, руски, немски и др. традиции Латвия се характеризира с разнообразие, но в същото време – със своята оригиналност и неповторимост.
Латвийската култура се отличава с голямо богатство, развито благодарение на благоприятното географско положение на Латвия. През последното хилядолетие абсорбира фолклорната традиция и европейския и световен опит, като в същото време запазва типичните латвийски традиции и особености. Езическите традиции все още се почитат в много домакинства, особено по селата, където много добре е запазена самобитната култура – например на празника на лятното слънцестоене или Еньовден. На този ден на всички хълмове в Латвия се запалват огньове, на които хората с песни и празненства прекарват най-късата нощ на годината. Великден и Коледа се празнуват два пъти – като християнски празник и като езически. В същото време в Латвия се спазват традициите на християните и евреите, елементите на германските и славянските култури.
За разнообразието на местната култура и нейното мирно съжителство свидетелства фактът, че в Латвия може да посетите красиви храмове от различни вероизповедания: католически (Римокатолическата църква Св. Алберт, базиликата Аглона в селището Аглона), лютерански (Църквата Св. Петър в Рига), православни (катедралата Рождество Христово) и храмове за древни вярвания (Гребеншчиковска старообредна църква в Рига).
Това е само капка в океана на културно-историческото наследство на Латвия.

## Други
- Комуникации в Латвия
- Транспорт в Латвия
- Въоръжени сили на Латвия
- Външна политика на Латвия